# 维尔扬迪 (市镇)
维尔扬迪是爱沙尼亚維爾揚迪縣的一个乡村型市镇。行政中心为維爾揚迪市。维尔扬迪市镇四周环绕着维尔扬迪市，但不包括它。维尔扬迪市镇面积为1372平方公里，2021年时人口数量为13,681人。

## 行政管理
在1939年至1950年间，维尔扬迪市镇曾存在过，但与现今的边界不同。
2013年11月5日，前四个市镇合并为维尔扬迪市镇。2017年爱沙尼亚行政改革后，科爾加亞尼市镇和塔爾瓦斯圖市镇并入维尔扬迪市镇。
合并后的维尔扬迪市镇包括个4小镇和126个村庄。